# Ladislas de Bytom
Ladislas de Bytom (polonais : Władysław bytomski ; (né vers 1277-1283 – mort entre le 16 septembre 1351 et le 8 septembre 1352), fut duc de Koźle entre 1303 et 1334, duc de Bytom à partir de 1316, duc de Toszek à partir de 1329 et duc de Siewierz entre 1328 et 1337.

## Biographie
Ladislas est le second fils du duc Casimir de Bytom et de son épouse Hélène. Ladislas apparait pour la première fois officiellement en 1289 à l'occasion de l'hommage féodal rendu par son père au roi Venceslas II de Bohême. En 1303 Ladislas reçoit de son père la cité de Koźle (allemand : Kosel).
Pour une raison inconnue à la mort de son père en 1312 Ladislas demeure à Koźle, et la capitale du duché, Bytom (allemand : Beuthen) reste entre les mains de son frère cadet Siemowit. Les deux autres fils du duc Casimir Ier qui poursuivent une carrière ecclésiastique reçoivent également des fiefs: Bolesław obtient Toszek et Mieszko reçoit Siewierz.
En 1316 Ladislas récupère Bytom. Les circonstances de la destitution de Siemowit sont inconnues, et la mention suivante le concernant se trouve seulement le 19 février 1327, quand Ladislas et Siemovit rendent hommage féodal au roi de Bohême Jean de Luxembourg à Opava. Quelques années avant, vers 1315, ses frères Boleslas, devenu évêque de Gran, et Mieszko, évêque de Veszprém, choisissent de vivre définitivement en Hongrie et confient la gestion de leurs possessions à Ladislas.
En 1328, Mieszko résigne formellement ses droits sur Siewierz en faveur de Ladislas et un an plus tard la mort de Boleslas permet au duc de Koźle de réunifier le domaine paternel. Cependant cette réunification est de courte durée. Les perpétuelles difficultés financières qui accablent Ladislas l'obligent à vendre une partie de son patrimoine. D'abord, le 21 février 1334, il engage le cité de Koźle à son cousin le duc Lech de Racibórz pour la somme de 4 000 pièces d'argent avec la condition qu'au cas de sa mort sans héritier, Koźle revienne au duché de Bytom. Lech meurt deux ans plus tard en 1336, et conformément aux termes de l'accord Koźle fait retour à Ladislas mais peu après il est obligé de céder la cité à son fils ainé Casimir, après la mort de ce dernier en 1347, la ville passe à son jeune demi-frère Bolesław. En 1337, Ladislas enregistre des pertes territoriales importantes. D'abord le 8 mai il vend Siewierz au duc Casimir Ier de Cieszyn et, à la fin de la même année, il cède à son cousin le duc Bolko II d'Opole la ciré de Toszek pour un montant de 100 fines. Enfin, en 1340, Ladislas décide de constituer à Gliwice pour son frère Siemowit un duché particulier.
La politique jusqu'alors très prudente de Ladislas se modifie radicalement lors du conflit entre la Pologne et le royaume de Bohême entre 1345-1348. Il prend résolument le parti du royaume de Pologne, particulièrement après les victoires inattendues des armées polonaises lors des batailles de Pogoń et Lelów. En 1345, Ladislas doit repousser les attaques des troupes de Bohême et le 15 février 1346, il signe un traité avec le roi Casimir III de Pologne aux termes duquel ce dernier accepte de lui apporter une aide militaire contre la Bohême. Malheureusement, la Pologne n'a guère les moyens d'étendre son influence en Haute-Silésie, et après 1348, Ladislas doit de nouveau faire sa soumission au royaume de Bohême.
Ladislas meurt avant le 8 septembre 1352. Le lieu de son inhumation est inconnu. Ses domaines reviennent à son seul fils survivant, Boleslas de Bytom. Avant sa mort, Ladislas conclut un accord avec le roi de Bohême permettant la succession du duché en ligne féminine, ce qui survient dès 1354-1355 et cause la division définitive de Bytom entre les ducs d'Oleśnica et de Cieszyn.

## Unions et postérité
Le 21 septembre 1308, Ladislas épouse d'abord Béatrice de Brandebourg (vers 1270 – † avant 26 avril 1316), fille de Othon V de Brandebourg margrave de Brandebourg-Salzwedel, et veuve de Bolko
Ier, duc de Świdnica. Ils ont deux enfants:
- Casimir.
- Euphemia (née vers 1313? – † 3 janvier 1378), épouse le 2 mars 1333 le duc Conrad Ier d'Oleśnica.

Le 6 avril 1328, Ladislas épouse en secondes noces Ludgarde (née vers 1310 - † 3 juin 1362), fille de 
Henri II le Lion, prince de Mecklembourg et seigneur de Stargard. Dont plusieurs enfants :
- Agnes (née vers 1328 – † 7 avril 1362), abbesse de Trzebnica en 1348[1].
- Katharina (née vers 1329/1330 – † après 29 mai 1377), abbesse de Trzebnica après sa sœur en 1362.
- Boleslas.
- Béatrix (née vers 1335 – † 20 février 1364), épouse le 15 mai 1357 le comte Berthold de Hardegg.
- Elencza († vers 9 juillet 1339), nonne à Racibórz[2].

## Sources
- (en) Cet article est partiellement ou en totalité issu de l’article de Wikipédia en anglais intitulé « Władysław of Bytom » (voir la liste des auteurs), édition du 8 septembre 2014.
- (en) & (de) Peter Truhart, Regents of Nations, K. G Saur, Munich, 1984-1988 (ISBN 359810491X), Art. « Beuthen (poln. Bytom) », p.  2.448.
- (de) Europäische Stammtafeln Vittorio Klostermann, Gmbh, Francfort-sur-le-Main, 2004  (ISBN 3465032926), Die Herzoge von Oppeln bis 1313, von Beuthen und Kosel †1354/55 Stammes der Piasten, volume III Tafel 15.